# SQLite Manager
SQLite Manager是開放原始碼的SQLite管理工具，用来管理本地电脑上的SQLite数据库，可以独立运行（以XULRunner方式），也可以作为Firefox、Thunderbird、Seamonkey、Songbird、Komodo、Gecko等的插件。
SQLite Manager以一个直观的树形结构显示数据库中的对象——选择相對應的物件可以方便的管理表、索引、视图和触发器，包括增加、删除、更改、查询表中的数据（有一个很方便的界面来设置过滤），或編輯表及其他对象，以及执行SQL语句。
这些功能都可以方便的通过表單，工具栏，按钮来访问。此外还可以将表或视图的数据导出csv或者XML格式。

## 外部連結
- 主页
- Firefox 附加组件下载[永久]
- 支持程序列表（页面存档备份，存于）